# Río Grande (vattendrag i Argentina, Mendoza)
Río Grande är ett vattendrag   i Argentina.   Det är beläget i provinsen Mendoza, i den sydvästra delen av landet, 1 100 km väster om huvudstaden Buenos Aires och mynnar ut i Colorado-floden. 
Omgivningen kring Río Grande är i huvudsak ett öppet busklandskap och området är nästan obefolkat, med mindre än två invånare per kvadratkilometer.